# قاي كوك
قاي كوك (بالإنجليزية: Guy Cook)‏ هو لغوي بريطاني، ولد في 10 أكتوبر 1951.